# Libellago corbeti
Libellago corbeti – gatunek ważki z rodziny Chlorocyphidae.